# 아이즈 (만화)
아이즈(영어: I"s, 일본어: アイズ)는 카츠라 마사카즈가 그린 10대 로맨스 일본 만화이다. 1997년부터 1999년까지 일본 슈에이샤 소속 주간지인 주간 소년 점프에 연재되었으며, 15권의 단행본으로 다시 출판되었다. 대한민국에서는 단행본의 제1권이 2006년 9월 25일 서울문화사에 의해 발행되었다.
줄거리는 주인공인 평범한 16세 고등학생 세토 이치타카가 동급생인 요시즈키 이오리에 대해 남모를 연정을 품고 있지만, 소심한 성격 탓에 차마 그녀에게 곧바로 고백하지 못하고 계속해서 그녀에게 고백할 기회를 노리지만 그때마다 일을 그르쳐 생각만큼 가까워지지 않는다는 내용이다. 아키바 이츠키가 일본으로 귀국하면서 상황은 더욱 복잡해진다. 그녀는 미국으로 가기 전 세토 이치타카와 어린 시절 소꿉친구였으며, 그를 연모하고 있었다.
2002년 아이즈를 원작으로 한 《프롬 아이즈(From I"s)》라는 제목의 OVA 애니메이션이 에피소드 2화 형식으로 나왔으며, 2005년~2006년에는 에피소드 6화로 구성된 ova 애니메이션 《아이즈 퓨어(I"s Pure)》가 나왔다.
2018년 BS 스카 파에서 실사 드라마화. 주연은 오카야마 아마네.